# Johann Jakob Guggenbühl

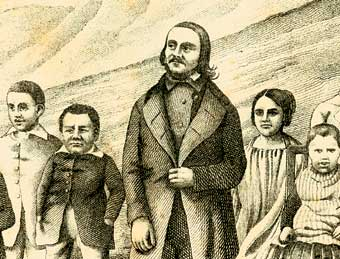
Johann Jakob Guggenbühl (1853).

Johann Jakob Guggenbühl, född 1816, död 1863, var en schweizisk psykiater.
Guggenbühl ägnade stort intresse åt att studera kretinism och inrättade 1841 den högt belägna "idiotanstalten" Abendberg nära Interlaken, vilken blev ett mönster för en mängd sådana i hela Europa. Han försökte behandla sina patienter med hälsosam miljö, noggrann diet och uppövning av den sensoriska förmågan. Trots att hans namn efter två decennier kom i vanrykte på grund av bristande resultat, befrämjade hans verksamhet mer än någon annan intresset för vården av utvecklingsstörda.